# 托儿
托兒（“兒”表兒化音，無實義，故可小寫），或直稱托，又稱為托行、托市等，指由商業活動中的賣方僱傭的，在買方面前假裝無關人，用語言、行動等方式誤導、引誘他人購買商品的一類人員，和槍手、捉刀等同屬於商業欺詐行為的中間人。托兒的用法大概出現於20世紀90年代的北京地區，後進入普通話，在近幾年也延伸到涉及利益關係的公開來往活動，比如魔術表演中，假冒隨機人員上台配合魔術師表演之人也能叫托。

## 詞源詞義
“托”，是指在一旁偽裝成顧客、路人等無關人等，通過語言（如誇讚商品優良）、行動（如假裝大量購買）等手段，慫恿、引誘客人受骗上当，購買其原無意願購買的、或售價高於實際的商品（抬價），以爲賣家謀取利益的一類人員，他們通常是由賣方花錢僱傭。“托（兒）”一詞最早是20世紀90年代初的北京方言，可能脫胎於“襯托”、“假託”等詞義，又叫托行、托市；但該行為並非今世纔出現，實古已有之，從唐代開始一直叫做“參市”。
該行為在其他漢語地區有不同的叫法。江浙滬地區的吳語謂之“撬邊”，粵語、四川話謂之“媒”、“媒子”，台灣受到日語的影響，跟著叫“sakula”（日语：〔〕 sakura）；另還叫“幌子”、“钓子”、“扣子”、“誘子”等；在網絡用語中，類似的詞語還有“商業互吹”（互相吹捧）。

## 分類和延伸
托在許多行業都可以出現，常見的如：
1. 酒托：酒吧安排“服務員”在網上與人搭訕（多為女酒托搭訕男客），約定在該酒吧見面，并引誘客人消費高價酒水，爲酒吧不正當牟利，達到目的後可能迅速離開現場，與之斷除朋友關係。[5]
2. 醫托：一些民營醫院安排醫托假裝病人，在公立醫院尋找合適的人選（如排隊掛號的病人或病人家屬），先搭訕詢問其病情，并告知自己也曾有類似疾病，是在某某醫院（實際就是自家醫院）醫好的，以此引誘病人到自家醫院進行高價醫療。
3. 房托：開發商僱傭房托假裝購買自家樓盤的住房、商用房，營造出市場狀況佳良、供不應求的假象達到抬高房價，和引誘客人跟風購買的雙重目的。
4. 婚托：婚介機構僱傭“征婚人”，引誘客人爲了見面交出“見面費”、“婚介費”，但婚托的實際目的不是戀愛結婚，故在多次騙取客人錢財後最終不會同意交往。[6]
5. 網托：指網上商家僱傭人員虛假購買自家商品并作出好評和誘導性評語，引誘客人上當購買。這個行為一般出現在淘寶、天貓、京東、當當網等網上商城，它們都設有信用星級系統，以星星、鑽石、皇冠等標誌來展示商家的銷售業績和信用程度，網托爲其大量標註虛假好評的行為可稱為“刷好評”，又因這樣可以使商家信用標誌上升，故又稱為“刷鑽”、“刷皇冠”、“刷單”等。
6. 導購托：在電視購物廣告、廣播購物廣告中，安插虛假消費者現場提問或撥打熱線購買，或者“現身說法”誇讚商品的效果好、質量好，以引誘他人跟風購買，有的導購托甚至是有一些演藝經驗的演員，如醫藥、保健品廣告中常見。
7. 車托：賣車行業的托，假冒顧客在旁敲邊鼓，鼓吹車子物超所值是種種特殊情境下才大拍賣，其實可能是二手事故車或劣質車。
8. 學托：學校爲招攬生源所僱設的托。

這個用語有時不僅僅用在商業活動，在一些泛商業活動或非商業性、但涉及利益關係的公開交往活動，也可用“托”一詞來形容。例如，2010年中國中央電視台春節聯歡晚會上，台灣魔術師劉謙表演魔術，主持人董卿極力配合劉謙，表現出相當訝異的情態，後來網上熱議，認為董卿是劉謙的“托”。

## 法律觀點

### 中華人民共和國
托市、宰客行為是擾亂商業秩序，侵害消費者權益的不法行為，遭受侵權的消費者可根據《消費者權益保護法》主張維權。如果存在無代價騙取他人錢財的行為，可觸犯《刑法》，構成詐騙罪，如2018年7月，武漢警方摧毁了特大跨省“酒托”诈骗集团；如果不存在該行為，而只存在使用“媒子”的事實，則可能構成“無效合同”，所引起的經濟糾紛可按照《合同法》進行判定處理。

### 日本
在日本，托叫做，借字寫做，構成詐欺罪。